# Оруту
Оруту — кенийский струнно-смычковый музыкальный инструмент.
В разных племенах данный музыкальный инструмент известен под разными названиями:
| Название | Племя |  |
| -------- | ----- |  |
| Мбеве    | Камба |  |
| Уандиди  | Киуйу |  |
| Иширири  | Лухйа |  |
| Оруту    | Луо   |  |

Инструмент изготавливается из дерева, размеры его составляют порядка 60 сантиметров. Оруту используется в традиционных религиозных и светских церемониях.
Термином «оруту» в Кении также называют музыкальный жанр, в котором используется данный инструмент. Одна из самых известных групп, играющих на оруту — «Kenge Kenge Orutu Systems», исполняющая музыку в стиле бенга.